# Municipio de Forbush
El municipio de Forbush (en inglés: Forbush Township) es un municipio ubicado en el  condado de Yadkin en el estado estadounidense de Carolina del Norte. En el año 2010 tenía una población de 4.032 habitantes.

## Geografía
El municipio de Forbush se encuentra ubicado en las coordenadas 36°6′43.5″N 80°30′27.21″O / 36.112083, -80.5075583.